# Sparedrus kolibaci
Sparedrus kolibaci es una especie de coleóptero de la familia Oedemeridae.

## Distribución geográfica
Habita en Tamil Nadu (India).